# Mausefalle

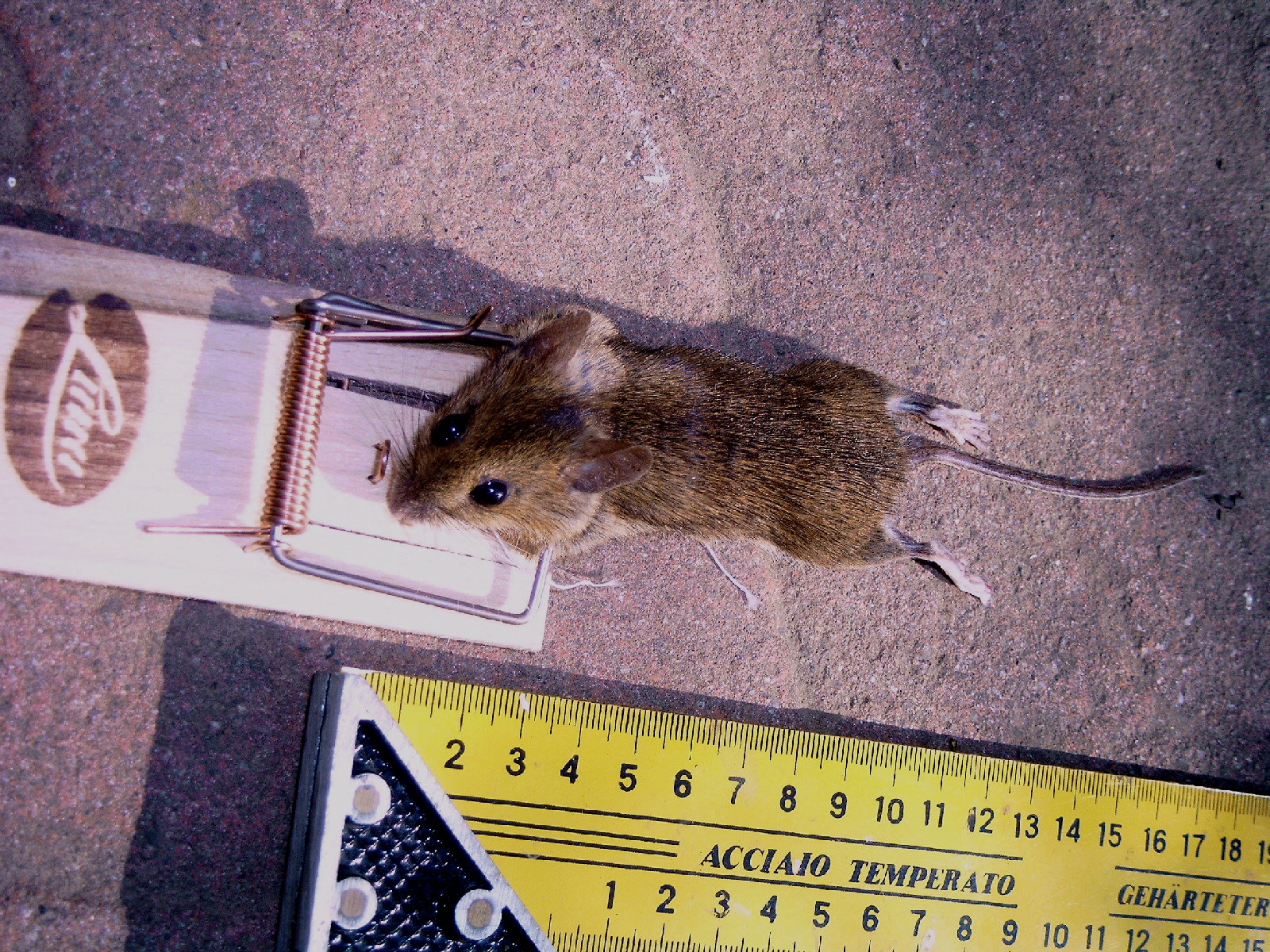
Schlagfalle mit getöteter Waldmaus

Auslösen einer Mausefalle

Die Mausefalle ist ein Gerät zum Fangen oder Töten von Mäusen.

## Typen von Fallen

### Lebendfallen

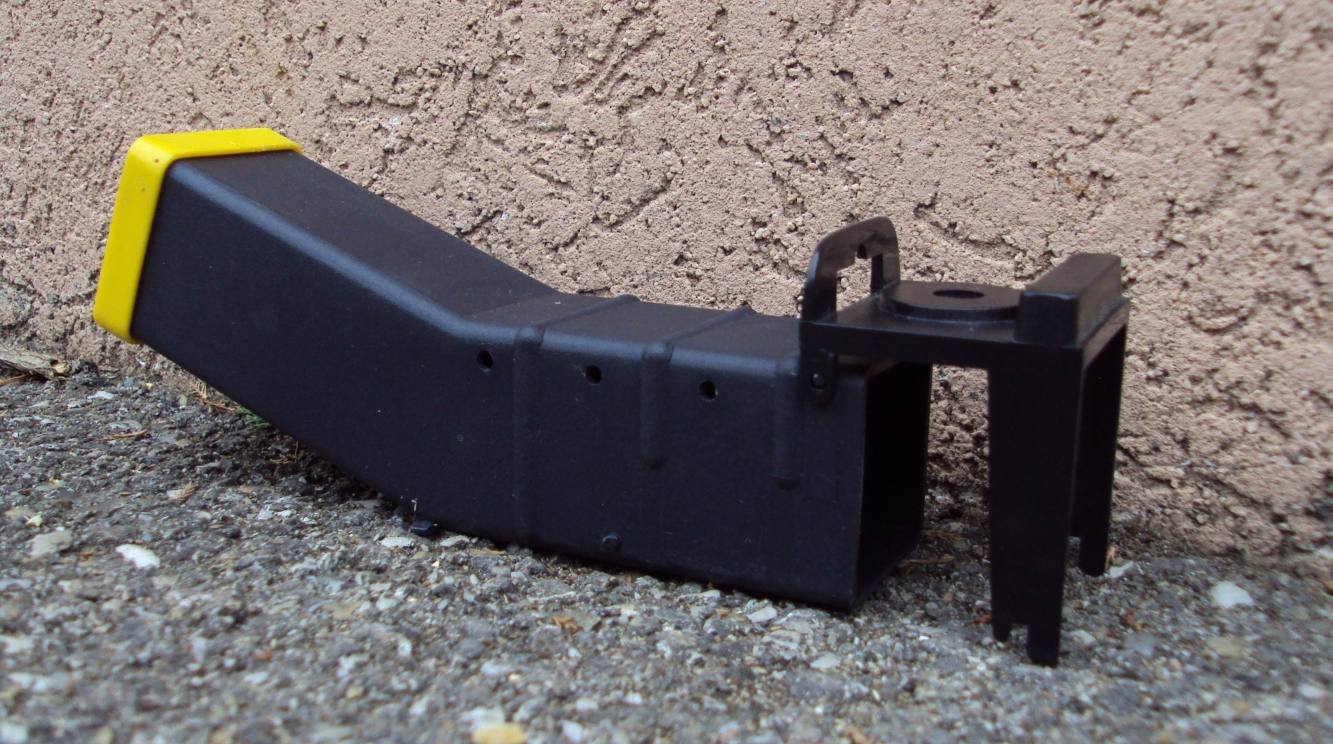
Röhrenfalle mit Kippmechanismus. Der gelbe Verschluss ist abnehmbar und kann von innen mit Köder (z. B. Erdnussbutter) bestückt werden.

Viele Formen von Lebendfallen bestehen aus einem Käfig und einem Federmechanismus, der bei Berührung der Köderbefestigung die Eingangsöffnung schlagartig verschließt. Der Auslöser kann mechanisch oder elektronisch sein, es gibt aber auch Fallen, die es der Maus nur ermöglichen, den Eingang in eine Richtung zu passieren. Lebendfallen werden in Zoohandlungen oder im Spezialversand angeboten.
Effizient sind auch Lebendfallen, in der die Maus eine Plastikröhre betritt und durch ihr Körpergewicht den Schwerpunkt der Falle vom Eingang weg verschiebt. Dadurch wird die Falle ausgelöst, der Ein-/Ausgang wird durch eine zuvor als „Deckel“ offenstehende Klappe verschlossen. Durch die Röhrenform scheint diese Fallenart für Mäuse besonders attraktiv zu sein.

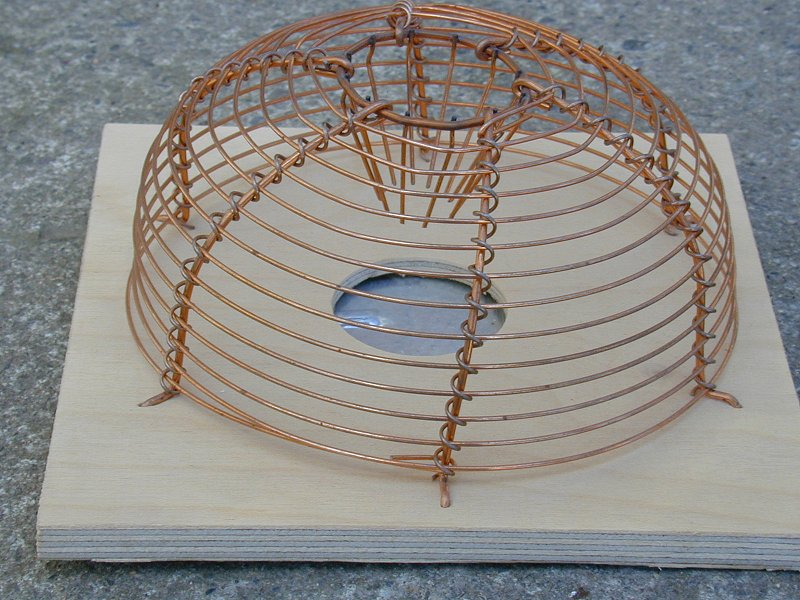
Reusenkorbfalle mit einem Zugangsloch. Der menschliche Zugriff erfolgt durch eine Öffnung im Boden.

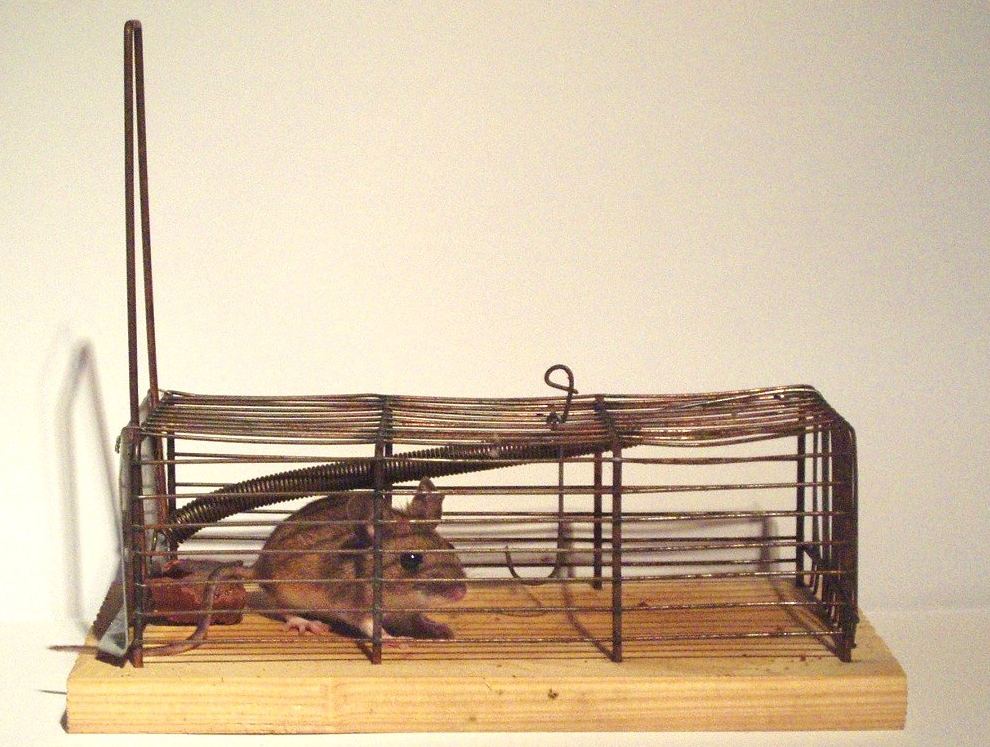
Käfigschnappfalle mit gefangener Maus (Köder: Schokolade)

Auch können Mäuse in Reusenfallen (auch Massenfallen genannt) gefangen werden, bei denen der trichterförmige Eingang aus Drähten leicht zu passieren ist, der Rückweg von innen her bedingt durch die spitzen Drahtenden jedoch schwieriger ist. Hier wird die Maus nicht durch Gewalt zurückgehalten, sondern durch ihren eigenen Eindruck, der Ausweg sei zu eng. Die Reusenfalle ist in Form eines kleinen Körbchens gebräuchlich, das umgedreht auf der Öffnung liegt und ein oder zwei mit Drähtchen versehene Löcher aufweist. Die Passage durch solch ein Loch hinein erscheint der Maus einfach, da die Drähtchen nach innen gebogen sind und somit eine ihr bekannte Form bilden. Es wäre der Maus auch durchaus möglich, wieder herauszugelangen, aber angesichts der nun verändert erscheinenden Form präferiert sie die Nagetätigkeit an den Maschen des Körbchens. Wenn eine Maus in eine solche Falle kommt, hat sie Gelegenheit, durch Versuch und Irrtum zu lernen, und kann bei erfolgreicher Flucht später zurückkehren und erneut mit einem Köder entkommen. Hat eine Maus die Falle offensichtlich erfolgreich wieder verlassen, schafft ggf. ein Zurechtbiegen der Drahtstäbe Abhilfe. Besser wären elastische Drähte, die beim Hineinkriechen nachgeben, ansonsten aber eine zu enge Öffnung darstellen.
Neben industriell hergestellten Lebendfallen wird vielfach die traditionelle Walnuss-Mausefalle benutzt. Der Boden besteht aus einer stabilen Platte. Darauf wird ein Einmachglas mit der Kante auf eine halbe Walnuss gestellt. Auch diese steht auf der Schalenkante, mit dem Kern in Richtung des Glasinneren. Daher muss die Maus ins Glas, um ihn zu erreichen. Macht sie sich dann daran zu schaffen, kippen Nuss und Glas, und das Tier ist gefangen. Mittels der Unterlage kann der Nager nun transportiert werden. Wenn die Falle z. B. über Nacht unbeaufsichtigt bleibt, sorgt ein kleiner Gegenstand unter einem Teil der Glaskante (wie ein Stück dicker Pappe) für Frischluftzufuhr.

### Tötungsfallen

#### Schlagfallen

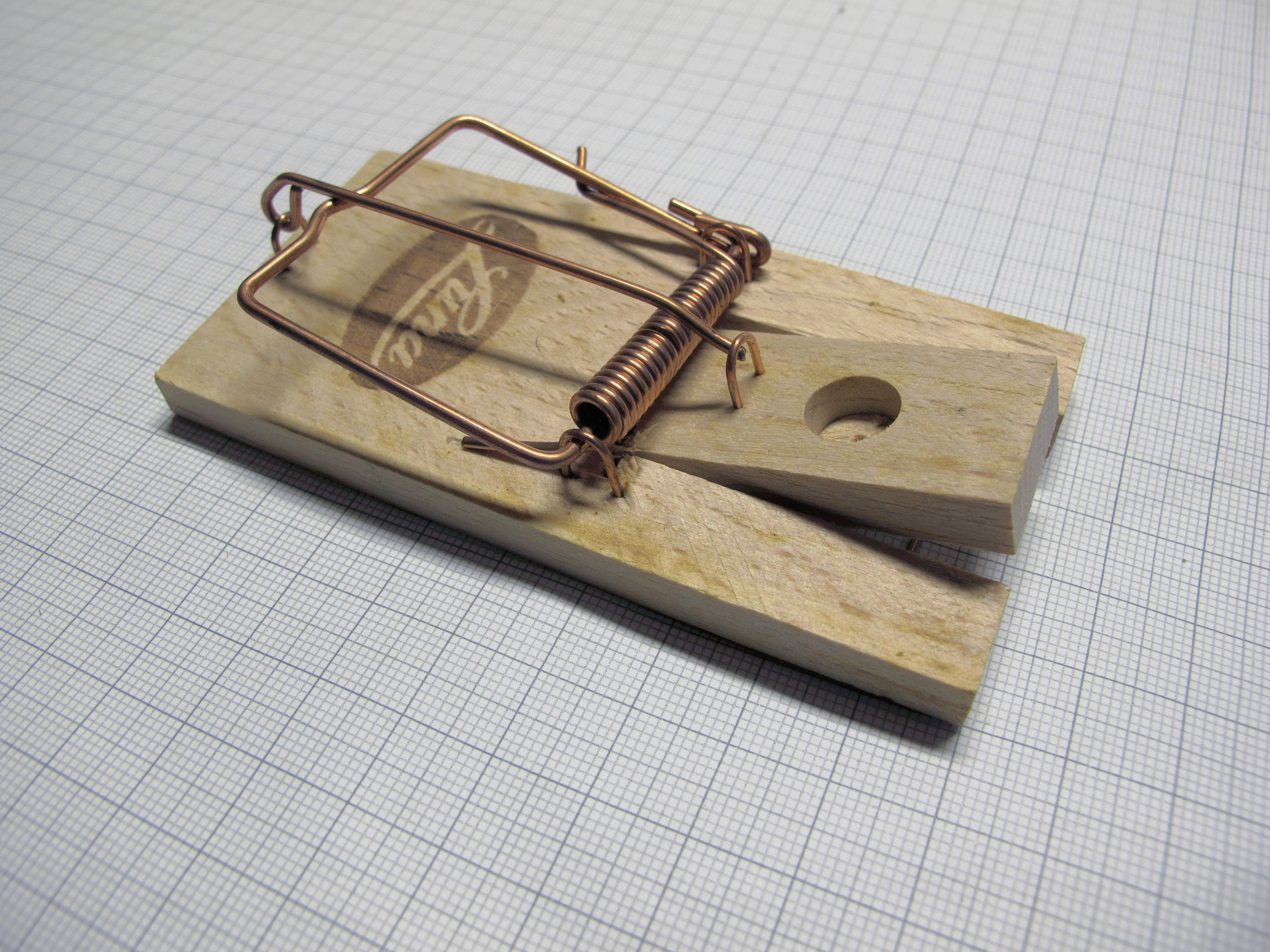
Klassische Mausefalle aus Holz

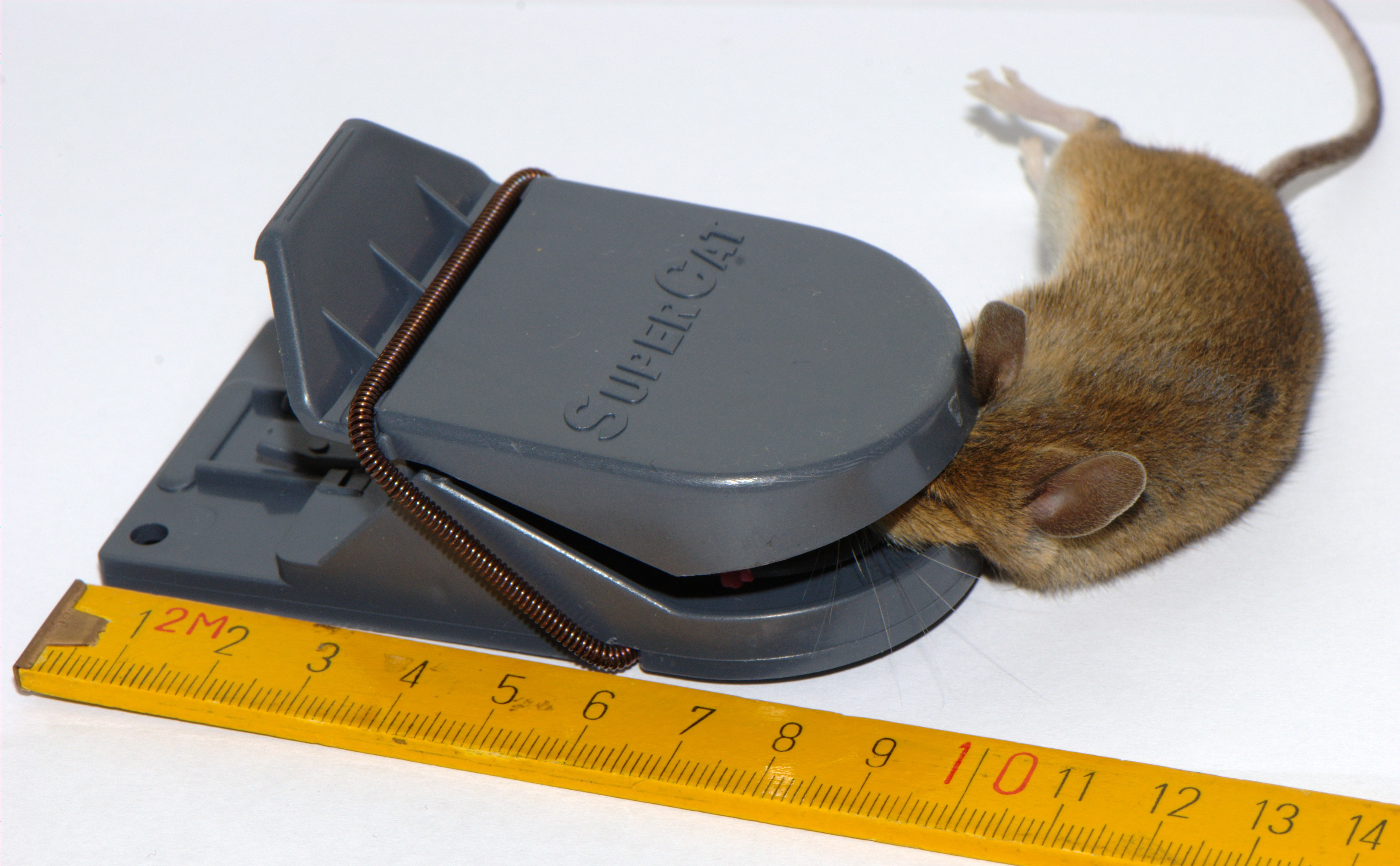
Schlagfalle aus Kunststoff

Die klassische Mausefalle ist eine kleine, mechanisch arbeitende Apparatur. Normalerweise ist sie aus Holz gefertigt, Schlagfallen aus Kunststoff finden zunehmend Verwendung. Meist wird eine Konstruktion genutzt, mit der über ein Lockmittel die Maus zum Betreten der Tierfalle gebracht werden soll. Als Köder dienen oft Nüsse, Rosinen, Schokolade, Gummibärchen oder Mehl, traditionell bzw. sprichwörtlich auch Speck oder Käse. Der Köder wird an einem kleinen Metallstift befestigt. Bei Kontakt mit dem befestigten Köder wird durch das Gewicht der Maus ein kleines Holzbrettchen herabgedrückt. Das löst eine vorher gespannte starke Feder aus. Diese schlägt einen Metallbügel in die Nähe des Köders, um einer dort befindlichen Maus das Rückgrat zu brechen. Dies führt in den meisten Fällen zum sofortigen Tod, sofern die Maus vollständig getroffen wird. In manchen Fällen wird aber auch lediglich die Blut- und Sauerstoffzufuhr unterbunden, so dass die Maus langsam erstickt.
Der Schlag von Schlagfallen kann für Menschen, Wild- oder Haustiere zumindest schmerzhaft sein, weshalb ihr Einsatz genau abgewogen werden sollte. Dies gilt besonders dann, wenn Babys oder kleine Kinder sich dort aufhalten und ihre Hände verletzen könnten.
Für Wühlmäuse und Ratten existieren entsprechend größere Modelle der Schlagfalle.

#### Sonstige

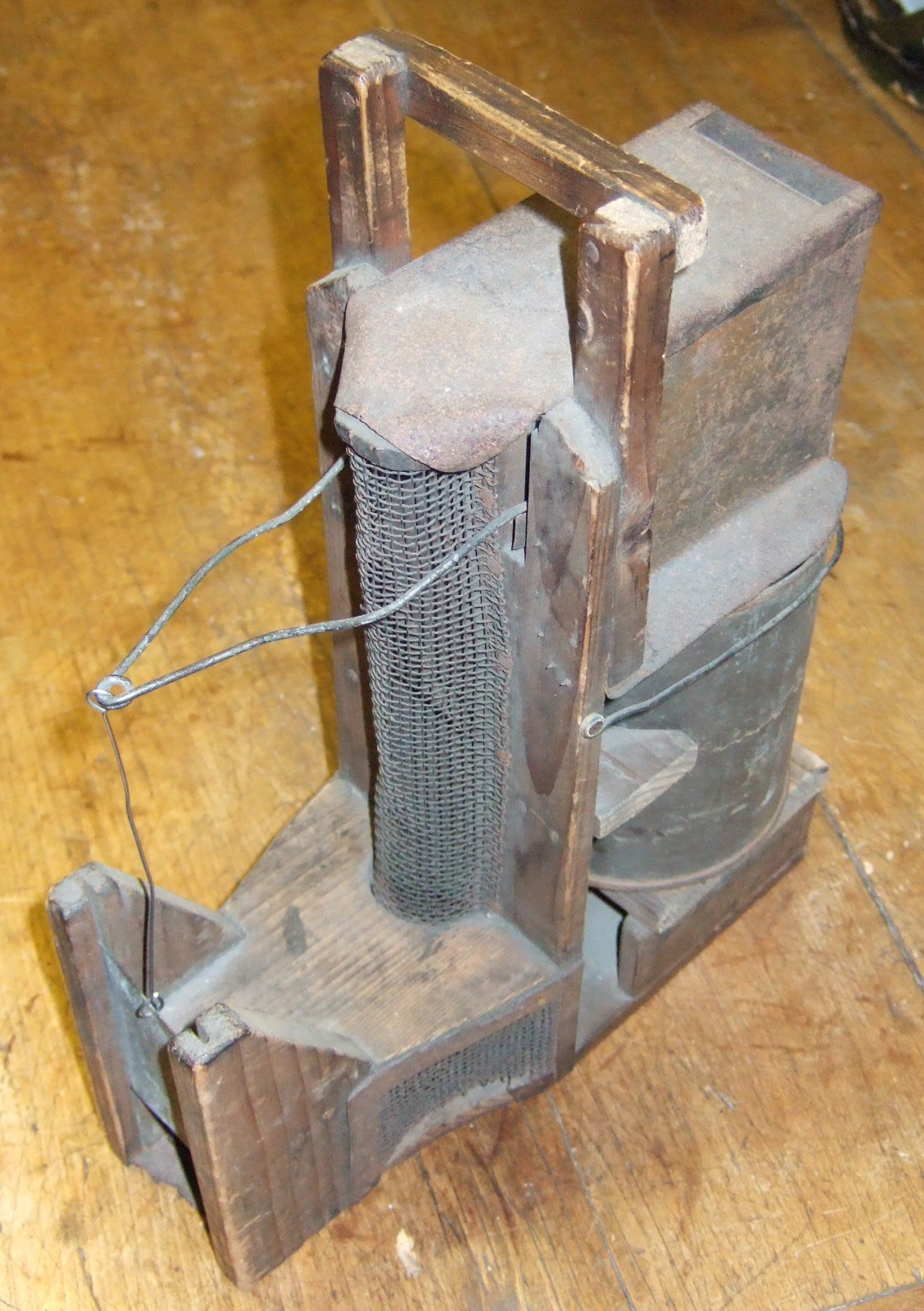
Historische automatische Wasserfalle

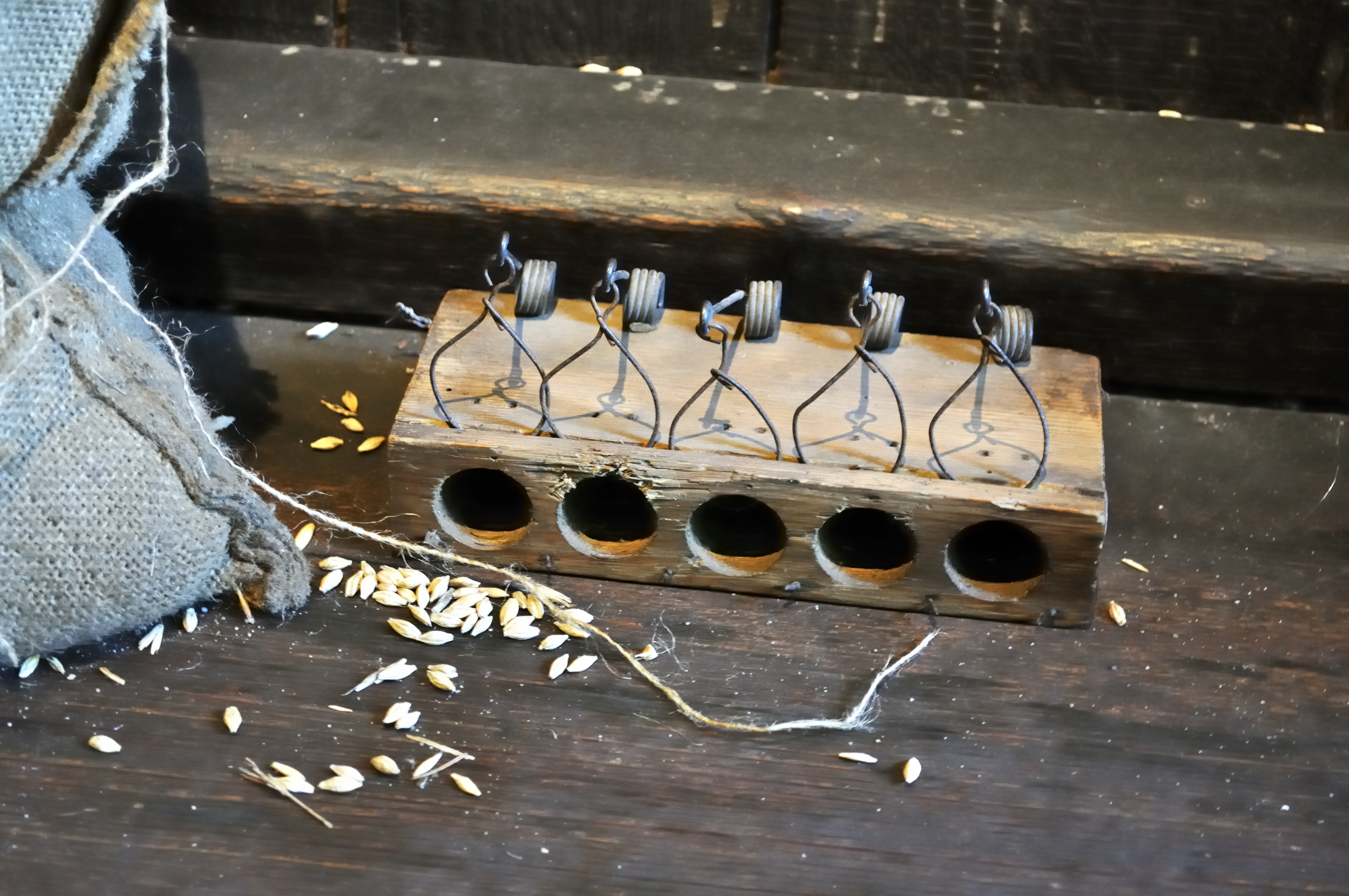
Mehrfache Mäusefalle in einer Mühle

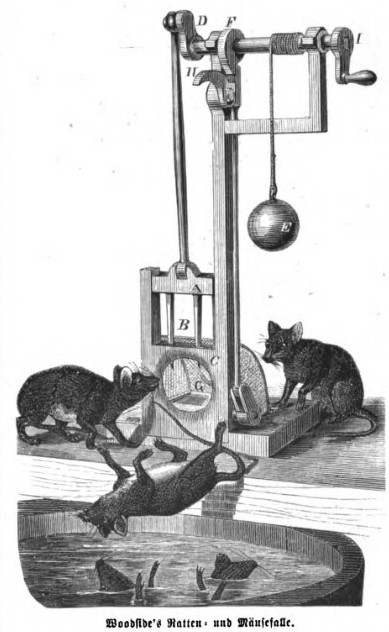
Woodside's Ratten- und Mäusefalle nach dem Prinzip der Guillotine (um 1868)

Chemische Mausefallen bestehen aus einer sehr klebrigen, kaugummi- oder leimartigen Paste, die aus einer Tube auf den Boden aufgebracht werden kann und einen für Mäuse verlockenden Duft verströmt. Die Mäuse kommen in Kontakt mit dieser Paste, werden durch die enorme Klebkraft festgehalten und verwickeln sich durch Befreiungsversuche zunehmend darin. Der Tod kann durch Erschöpfung oder Unterkühlung eintreten, da ihr verklebtes Fell an Wärmedämmfähigkeit verliert. Diese Fallen müssen laut Herstellerangaben mindestens stündlich kontrolliert und darin befindliche Tiere sofort getötet werden. Da der Tod bzw. die dabei entstehenden Verletzungen jedoch für das Tier qualvoll herbeigeführt werden, verstoßen in Deutschland der Vertrieb und die Anwendung grundsätzlich gegen das Tierschutzgesetz.
Neben den weit verbreiteten, oft industriell gefertigten Fallenarten existieren auch unterschiedliche regional verbreitete oder individuell entworfene Methoden zum Fangen von Mäusen. Hierzu zählen auch kuriose Erfindungen wie nach dem Prinzip der Guillotine arbeitende Fallen, so etwa Woodside's Ratten- und Mäusefalle aus der Mitte des 19. Jahrhunderts (siehe nebenstehende Abbildung): Um den Köder zu erreichen, musste das Nagetier seinen Kopf in eine kreisrunde Öffnung stecken. Dabei wurde ein darüber angebrachter Schlitten mit zwei scharfen Messern ausgelöst, die den Kopf des Tieres durchstechen sollten. Anschließend bewegte sich der Schlitten wieder nach oben, das verletzte Tier fiel in ein Wasserbecken, und gleichzeitig war die Falle erneut einsatzbereit. Ob diese Falle tatsächlich erfolgreich eingesetzt wurde, ist nicht belegt.
Inzwischen sind auch elektrische Mause- und Rattenfallen auf dem Markt. Diese töten die Tiere durch Stromschläge.

## Kulturelle Bedeutung

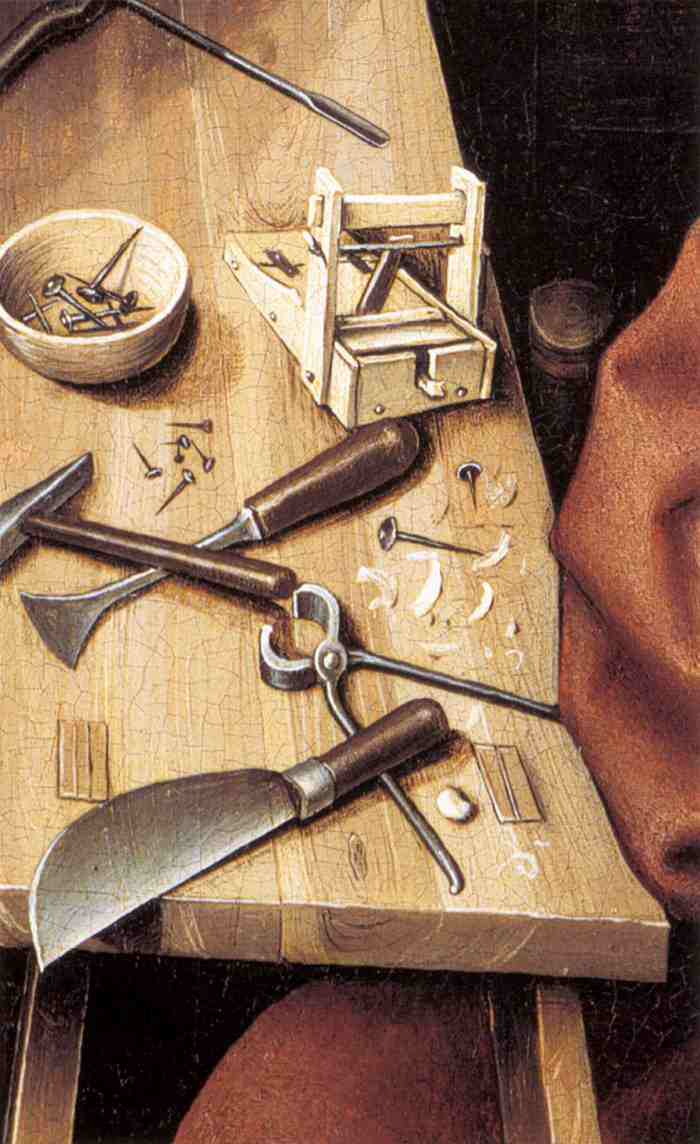
Eine Lebendfalle auf der Werkbank des Josef von Nazaret. Mérode-Triptychon ca. 1427–1432

Das Mausefallen- und Kuriositätenmuseum Güntersberge im Harz wurde 1997 eröffnet.
Mausefallen spielen in Zeichentrickfilmen wie Tom und Jerry eine Rolle, wobei neben den üblichen Konstruktionen auch besondere Konstruktionen vorkommen. 
Das Krimi-Hörspiel von Agatha Christie „Die Mausefalle“ wird seit seiner Uraufführung von 1952 ununterbrochen tagtäglich als Theaterstück aufgeführt. „Mausefalle“ in doppelsinniger Anspielung ist ein Name für Kneipen und andere Vergnügungsstätten.
Beim Geschicklichkeitsspiel mit umfallenden Dominosteinen kommen mitunter Mausefallen als kinetisches Element zum Einsatz.
Das Wappen der Gemeinde Neroth zeigt unter anderem eine Mausefalle, dort steht auch die weltweit größte Mausefalle. Die Herstellung von Mausefallen aus Draht hatte in der dortigen Region bis ins 20. Jahrhundert wirtschaftliche Bedeutung.
In Schulen werden Mausefallenautos gebaut, um kreatives und konstruktives Denken zu fördern.
Bekannt ist auch das Mausefallengedicht von Christian Morgenstern.